# Apucarana
Apucarana város Brazíliában, Paraná államban. Lakosainak száma 130 134 fő (2022). Apucarana Arapongas, Cambira, Califórnia, Rio Bom, Marilândia do Sul, Novo Itacolomi, Londrina, Mandaguari és Sabáudia községekkel határos.

## Népesség
A település népességének változása:
| Lakosok száma | 107 827 | 120 919 | 136 234 | 137 438 | 130 134 |
|               | 2000    | 2010    | 2020    | 2021    | 2022    |